# Paris sportifs (émission de télévision)
Paris sportifs est une émission de télévision française diffusée sur France 2 et présentée par Laurent Luyat et Louise Ekland.  L'émission devient ensuite Côté match qui disparaît à la fin de l'année 2013.

## Principe
L'émission a pour vocation de débattre, aider les téléspectateurs en pari sportif (surtout sur le football) avec les consultants football de France Télévisions (surnommés les experts) dans une ambiance bon enfant. Du lundi au vendredi, un consultant pronostique sur un match chaque journée et le samedi, quatre experts sont présents et pronostiquent, en général, sur trois matchs du week-end.

## Consultants
Voici la liste des consultants ayant apparu au moins une fois :
- Didier Roustan
- Basile Boli
- Emmanuel Petit
- Xavier Gravelaine
- Jérôme Alonzo
- Mickaël Landreau
- Rémy Dessarts

## Blogueurs
Tous les samedis, deux blogueurs sont présents. Ils font des paris après les experts sur les mêmes matchs et disposent au total de 50 €.
Voici la liste de blogueurs ayant apparus au moins une fois :
- Nadim Noureddine
- Kevin Rapp
- Nicolas Schneder
- Lucie Morlot
- Laurent Colin
- Olivier Goulan

## Le Poulpe d'or
Cette récompense est inspirée de Paul le poulpe, existe depuis le samedi 16 octobre 2010 et récompense le meilleur pronostiqueur de la semaine précédente.
| Date            | Nom            |
| 16 octobre 2010 | Emmanuel Petit |
| 23 octobre 2010 | Didier Roustan |
| 30 octobre 2010 | Didier Roustan |
| 6 novembre 2010 | Didier Roustan |
| 13 octobre 2010 | Emmanuel Petit |